# 27 octobre 2019
Le dimanche 27 octobre 2019 est le 300e jour de l'année 2019.

## Décès
Par ordre alphabétique.
- Abou Bakr al-Baghdadi, djihadiste irakien.
- Vladimir Boukovski, écrivain, défenseur des droits de l'homme et ancien dissident soviétique.

## Événements
- Mort d'Abou Bakr al-Baghdadi, « calife » de l'État islamique, tué lors du raid de Baricha en Syrie.
- élections présidentielle et législatives en Argentine ;
- élections générales et référendum constitutionnel en Uruguay ;
- élections législatives à Oman.